# Милс Мулијајна
Милс Мулијајна (енгл. Mils Muliaina; 31. јул 1980) је професионални новозеландски рагбиста који тренутно игра за италијански тим Зебре (рагби јунион) у Про 12. Мулијајна је један од најбољих стрелаца за репрезентацију Новог Зеланда (укупно 33 есеја).

## Биографија
Висок 184 цм, тежак 92 кг, Мулијајна је у каријери играо за НТТ Докомо ред херикејнс, Конот рагби, Оукланд и Вајкато, пре него што је прешао у Зебре. За репрезентацију Новог Зеланда одиграо је 100 тест мечева и постигао 33 есеја.